# Zeiselmauer-Wolfpassing
Zeiselmauer-Wolfpassing är en kommun  i Österrike. Den ligger i distriktet Tulln och förbundslandet Niederösterreich. Huvudorten Zeiselmauer ligger 19 km nordväst om huvudstaden Wien.
Kommunen består av två orter (Ortschaften) (inom parentes invånarantal 1 januari 2024):
- Wolfpassing (897)
- Zeiselmauer (1 385)